# تروسکاو
تروسکاو (به لاتین: Truskaw) یک منطقهٔ مسکونی در لهستان است که در Gmina Izabelin واقع شده‌است.

## خصوصیات
تروسکاو ۱٬۴۰۰ نفر جمعیت دارد.